# آن تسوكاموتو
آن تسوكاموتو هي من مواليد 6 يوليو 1952 (كاليفورنيا - الولايات المتحدة) هي مخترعة وعالمة وباحثة في الخلايا الجذعية. في عام 1991، أصبحت آن تسوكاموتو وزملاؤها تشارلز بوم وإيرفينج وايسمان وآن ماري باكل وبرونو بيولت أول الباحثين الذين قاموا بتحديد وعزل الخلايا الجذعية المكونة للدم. نتيجة لأبحاثها، نجحت عمليات زرع النخاع العظمي في إنقاذ حياة آلاف الأشخاص الذين يكافحون سرطان الدم. وكرست حياتها منذ ذلك الحين للبحث وتطوير أدوية الخلايا الجذعية وتواصل العمل من أجل إنقاذ الأرواح كنائب الرئيس التنفيذي للتحالفات العلمية والاستراتيجية في شركة (StemCells Inc).
تسوكاموتو(Tsukamoto) هو براءة اختراع مشارك لعملية عزل الخلايا الجذعية للدم البشري. تم منح براءة الاختراع في عام 1991.

## حياتها المبكرة و تعليمها

لوجو جامعة كاليفورنيا ، لوس أنجلوس (UCLA)

تلقت آن تسوكاموتو دراستها الجامعية في جامعة كاليفورنيا ب (سان دييغو) ثم حصلت فيما بعد على درجة الدكتوراه من جامعة كاليفورنيا ب (لوس أنجلوس).

## حياتها المهنية

### البحث الاكاديمي
قامت آن تسوكاموتو بأبحاث ما بعد الدكتوراه في جامعة كاليفورنيا ب (سان فرانسيسكو) حيث عملت جنبًا إلى جنب مع الحائزة على جائزة نوبل هارولد فارموس. و قاما بإنشاء نموذج معدّل وراثيًا لسرطان الثدي معًا.

### البحث الصناعي
عملت آن تسوكاموتو في (SyStemix) شركة التكنولوجيا الحيوية من عام 1989 إلى 1997 حيث كانت مرتبطة بعزل الخلية الجذعية المكونة للدم.
و في عام 1998 انضمت إلى (StemCells Inc) حيث أصبحت رائدة في الإشراف على عزل الكبد البشري والخلايا الجذعية العصبية لمجموعة متنوعة من الأمراض المختلفة. عندما انضمت إلى الشركة كانت واحدة من عدد قليل من الباحثين العالميين القلائل الذين ركزوا على تطوير واكتشاف الخلايا الجذعية البشرية. خلال فترة عملها في (StemCells) قادت الدكتورة آن تسوكاموتو الفريق العلمي الذي اكتشف الخلايا الجذعية للجهاز العصبي المركزي البشري (HuCNS-SC®). و مع زملائها كان عليهم تحديد وعزل الخلايا الجذعية المكونة للدم. لقد تلقت عدة أدوار قيادية أثناء عملها مع (Stem Cells Inc).
حصلت آن تسوكاموتو على 12 براءة اختراع تتعلق بأبحاثها.